# جيمي بيرن
جيمي بيرن (بالإنجليزية: Jimmy Byrne)‏ هو لاعب قذف أيرلندي، ولد في 1941 في وترفورد في جمهورية أيرلندا.